# Comité oriental de l'économie allemande
 (mai 2017).
Si vous disposez d'ouvrages ou d'articles de référence ou si vous connaissez des sites web de qualité traitant du thème abordé ici, merci de compléter l'article en donnant les références utiles à sa vérifiabilité et en les liant à la section « Notes et références ».
Le comité oriental de l'économie allemande (en allemand Ost-Ausschuss der Deutschen Wirtschaft) a été fondé en 1952 et fait fonction d’organe de communauté des organisations centrales de l'économie allemande pour la représentation des intérêts des entreprises allemandes en Europe de l'Est. Le comité oriental a son siège à Berlin.

## Objet et fonction
Le comité soutient les entreprises allemandes et leurs engagements en Europe de l'Est. Il fait fonction d’interlocuteur pour l'entreprise et les services publics locaux, en outre, il œuvre donc comme intermédiaire entre l'économique et politique. Le but étant l'intensification des relations économiques avec ces pays. Des représentants du comité participent à divers manifestations sur le thème de l'Europe de l'Est ou en organisent eux-mêmes.
Le travail du comité s’organise autour de neuf cercles de pays (Russie, Ukraine, Biélorussie, Asie centrale, Républiques caucasiennes, Moldavie, Albanie, Kosovo, Europe de sud-est) et trois groupes de travail (les questions de financement - consultation - et de contrat générales, TIC/Télécommunications, l'économie agricole).
Dix fois par an la revue du comité oriental des renseignements paraît, en tant que partie du magazine économique Est-Ouest Contact; en outre, d'autres publications sont dédiées à préciser la position économique dans les pays cibles. Ensemble avec la banque Unicredit et le Land de Berlin, le comité oriental organise un forum annuel, à Berlin. Le comité collabore également, dans les domaines du rendement d'énergie et du développement de la ville efficace, avec des partenaires communaux. À titre d'exemple, la participation au partenariat au niveau rendement d'énergie conclue en 2013 se trouve entre la ville allemande de Delitzsch et la ville ukrainienne de Schowkwa.

## Associations et membres
Le comité entretient des relations avec les organisations suivantes :
- Fédération de l'industrie allemande (BDI)
- Association fédérale des banques allemandes
- Association générale des assureurs allemands (GDV)
- Association de commerce extérieur du commerce de détail allemand
- Association centrale des syndicats allemands

## Organes et direction
Le comité est dirigé par un directeur. Depuis le 1er janvier 2016, Wolfgang Büchele est président du conseil d'administration. Le Directeur Général adjoint est Klaus Schäfer (Uniper). Les autres membres du CA sont Jürgen Fitschen (Deutsche Bank), Markus Kerber (fédération de l'industrie allemande), le Burkhard Dahmen (SMS GmbH), Harald Schwager (BASF), le Cathrina Claas-Mühlhäuser (Claas) et Siegfried Russwurm (Siemens).
Les présidents du conseil d'administration précédents étaient Hans Reuter (1952-1955), Otto Wolff d'Amerongen (1955-2000) Klaus Mangold (2000-2010)  Eckhard Cordes (2010-2015).
La direction forme ensemble avec les porte-paroles de 13 cercles de pays et groupes de travail ainsi que dix autres personnes la présidence du comité oriental.

## Citation
« Aujourd'hui, le comité oriental fait fonction du porte-voix reconnu de l'économie allemande en Europe de l'Est. »

— Klaus Mangold